# بدر السليطين
بدر السليطين لاعب كرة قدم سعودي ، في مركز لاعب وسط .

## مسيرة اللاعب
كان يلعب مع نادي الشباب ولعب بعدها مع نادي الرائد ونادي العدالة ونادي الشعلة.